# Loma Mar
Loma Mar è un census-designated place (CDP) degli Stati Uniti d'America, situato nello stato della California, nella contea di San Mateo.